# Cynthia McKinney
Cynthia Ann McKinney est une femme politique américaine, née le 17 mars 1955 à Atlanta.

## Biographie
Cynthia Ann McKinney est issue d'une famille d'Atlanta où son père, Billy McKinney, avait un cabinet d'avocats. 
En 1992, elle est élue à la Chambre des représentants des États-Unis avec l'étiquette du Parti démocrate dans le 11e district de Géorgie. Elle devient alors la première représentante afro-américaine de Géorgie. Elle est réélue tous les deux ans entre 1994 et 2000. En 2002, elle perd la primaire démocrate face à Denise Majette. Cette dernière se présente au Sénat en 2004 et McKinney retrouve son siège. Candidate à sa réélection en 2006, elle est battue lors de la primaire démocrate par Hank Johnson qui remporte 59 % des voix.
Elle est l'une des vingt et un membres de la Chambre des représentants (sur 435) à s'opposer à une résolution soutenant les représailles de l’armée israélienne contre des Palestiniens accusés de complicité collective avec les auteurs d’attentats-suicides.
Elle est candidate pour le parti écologiste américain, le Green Party (Parti vert des États-Unis) à l'élection présidentielle américaine de 2008 où elle obtient 0,12 % des suffrages.
Cynthia McKinney fut incarcérée entre le 30 juin 2009 et le 7 juillet 2009 dans une prison israélienne, à Ramla, pour avoir essayé de transporter de l’aide médicale, des matériaux de construction et des crayons pour enfants. 

## Accusations d'antisémitisme et de complotisme
Cynthia McKinney est considérée par certains médias (The Times of Israel), comme étant antisémite et complotiste.
Elle est l'une des figures de proue du « conspirationnisme » post-11-Septembre.

Elle est très populaire au sein de la communauté musulmane américaine en raison de ses accusations selon lesquels les sionistes contrôlent le monde. L'organisation SPLC l'accuse d’être liée à la mouvance négationniste sur l'holocauste et de fréquenter des antisémites notoires. Citant le cas de Cynthia Ann McKinney, le journaliste Serge Halimi estime : 

« Dans le contexte de l’après-11 septembre, la technique permettant de disqualifier un parlementaire insuffisamment inféodé aux thèses les plus intransigeantes du Likoud est parfaitement rodée. Certains Américains d’origine arabe (ou des musulmans) vont lui témoigner leur reconnaissance et financer sa prochaine campagne. Le ver est alors dans le fruit. En passant au peigne fin la liste (qui doit être rendue publique) de ses donateurs pour y repérer des noms à consonance terrifiante, c’est bien le diable si n’y figure pas celui d’un individu qui, un jour, a été interrogé par le FBI ou qui aurait aidé une organisation charitable palestinienne naturellement « liée au terrorisme ». »

Elle se distingue notamment pour être la membre du Congrès à critiquer l'influence de l'American Israel Public Affairs Committee sur la politique étrangère américaine. En août 2002, des organisations pro-israéliennes financent massivement son adversaire lors de la primaire du Parti démocrate. 
Selon elle, Obama voulait créer un État policier aux États-Unis.
Elle a aussi affirmé sans preuves tangibles que lors de l'ouragan Katrina 5 000 prisonniers auraient été exécutés d’une balle dans la tête par l'armée avant que leurs cadavres ne soient jetés dans un marais.